# Подводные лодки проекта 670М «Чайка»
Подводные лодки проекта 670М «Чайка» (также встречается обозначение «Скат-М») — серия советских атомных подводных лодок, построенных в 1972—1981-м годах. Разработка горьковского ЦКБ Лазурит, главный конструктор — А. Г. Лещёв.
Лодки типа «Чайка» пришли на смену проекту 670 «Скат» и отличались в основном вооружёнием: на смену крылатым ракетам П-70 «Аметист» пришёл комплекс П-120 «Малахит». Водоизмещение кораблей возросло, увеличились дальность ракет, глубина запуска возросла до 50 метров против 30 у «Скатов». На двух кораблях серии, К-479 и К-458 устанавливался гидроакустический комплекс МГК-400 «Рубикон», который позволил полностью использовать потенциал ракет, остальные корабли были оснащены ещё более совершенным МГК-500 «Скат-М». Общая эффективность применения оценивалась гораздо выше, чем у «Скатов». Предназначение «Чаек» не изменилось: уничтожение кораблей, идущих в составе конвоев, в основном — авианосцев в составе авианосных ударных групп.
Подводные лодки проекта 670М «Чайка» были исключены из состава флота в 1991—1995 годах.
Головной корабль, Б-452 «Беркут», в 1986—1992 годах был переоборудован по проекту 06704 «Чайка-Б» (Charlie-III). Он получил на вооружение ракеты П-800 «Оникс» (по три в каждой ракетной шахте) и прослужил с ними до 1998 года, пережив остальные корабли проекта.

## Представители
| Название | Заложена        | Спущена          | В строю          | Флот | Примечания                                                   |
| -------- | --------------- | ---------------- | ---------------- | ---- | ------------------------------------------------------------ |
| К-452    | 30 декабря 1972 | Июнь 1973        | 30 декабря 1973  | СФ   | Выведена из состава флота 30 мая 1998, утилизирована в 2000. |
| К-458    | 12 февраля 1974 | 30 июня 1975     | 29 декабря 1975  | СФ   | Выведена из состава флота 24 июня 1991, утилизирована.       |
| К-479    | 20 декабря 1975 | 6 мая 1977       | 30 сентября 1977 | СФ   | Выведена из состава флота 5 июля 1992, утилизирована.        |
| К-503    | 7 февраля 1977  | 22 сентября 1978 | 31 декабря 1978  | СФ   | Выведена из состава флота 30 июня 1993, утилизирована.       |
| К-508    | 10 декабря 1977 | 3 октября 1979   | 30 декабря 1979  | СФ   | Выведена из состава флота 4 августа 1995, утилизирована.     |
| К-209    | 20 декабря 1979 | 16 сентября 1980 | 30 декабря 1980  | СФ   | Выведена из состава флота в 1996 г., утилизирована.          |